# 유영복
유영복은 대한민국의 군인이다.
한국 전쟁 기간 동안 대한민국 육군 제5사단 27연대에서 일등병으로 복무하다 포로가 되었다.
그 후 북한에 강제 억류되었다가 탈북하여 2000년 대한민국으로 귀환하였으며 2011년 회고록 운명의 두날]을 출간하였다.

## 같이 보기
- 6.25 전쟁의 대한민국 국군 포로

## 참고 자료
- Why 北에 남겨진 '라이언 일병(생존 국군 포로)' 500명… 아무도 찾지 않는다